# Microdon brunnipennis
Microdon brunnipennis är en tvåvingeart som beskrevs av Hull 1944. Microdon brunnipennis ingår i släktet myrblomflugor, och familjen blomflugor.
Artens utbredningsområde är Guatemala. Inga underarter finns listade i Catalogue of Life.